# Ryszard (książę Sayn-Wittgenstein-Berleburg)
Ryszard Sayn-Wittgenstein-Berleburg (niem. Richard Casimir Karl August Robert Konstantin; ur. 29 października 1934 w Gießen, zm. 13 marca 2017 w Bad Berleburg) – książę Sayn-Wittgenstein-Berleburg. Poprzez swoje małżeństwo z Benedyktą Glücksburg był szwagrem królowej Danii, Małgorzaty II.
Urodził się jako najstarsze z pięciorga dzieci tytularnego księcia Sayn-Wittgenstein-Berleburg Gustawa Albrechta i jego żony Margarety Fouché d'Otrante (potomkini francuskiego polityka Josepha Fouché).
W 1966 roku w Holandii poznał drugą córkę króla Danii, Fryderyka IX, oraz Ingrid Bernadotte – Benedyktę Glücksburg, którą poślubił 3 lutego 1968 w Fredensborgu.
Wraz z żoną doczekał się trojga dzieci:
- Gustaw (ur. 12 stycznia 1969).
- Aleksandra (ur. 20 listopada 1970). W latach 1998–2017[2] była żoną hrabiego Jeffersona von Pfeil und Klein-Ellguth, z którym ma dwoje dzieci – Ryszarda (ur. 1999) i Ingrid (ur. 2003). W 2019 roku wyszła za mąż za hrabiego Michaela Ahlefeldt-Laurvig-Bille.
- Natalia (ur. 2 maja 1975). W 2010 roku wyszła za mąż za Aleksandra Johannsmanna, z którym ma dwoje dzieci – Konstantyna (ur. 2010) i Luizę (ur. 2015).\

Ryszard zmarł 13 marca 2017 roku w Bad Berleburgu.

## Odznaczenia
- Krzyż Wielki Orderu Zasługi Republiki Federalnej Niemiec[4]
- Order Słonia (Dania)[5][3] – 1968
- Medal Pamiątkowy Srebrnego Wesela Królowej Małgorzaty i Księcia Henryka (Dania)[6] – 1992
- Medal Pamiątkowy 25-lecia Panowania Królowej Małgorzaty II (Dania)[7] – 1997
- Medal Wspomnieniowy 100-lecia od Narodzin Króla Fryderyka IX (Dania)[8] – 1999
- Krzyż Wielki Orderu Izabeli Katolickiej (Hiszpania)[9] – 1980
- Order Gwiazdy Polarnej (Szwecja)[10] – 2007
- Krzyż Wielki Orderu Korony (Holandia)[11] – 2015